# Myrmecoblatta wheeleri
Myrmecoblatta wheeleri är en kackerlacksart som beskrevs av Morgan Hebard 1917. Myrmecoblatta wheeleri ingår i släktet Myrmecoblatta och familjen Polyphagidae. Inga underarter finns listade i Catalogue of Life.